# James Brown Plays Nothing but Soul
James Brown Plays Nothing but Soul è il ventiquattresimo album in studio del cantante statunitense James Brown, pubblicato nel 1968.

## Tracce
1. Soul With Different Notes – 8:10
2. Go On Now – 5:53
3. Buddy E – 3:56
4. Fat Soul – 9:13
5. Little Fellow – 8:12
6. Gittin' a Little Hipper – 2:47